# Daám Alexandra
Daám Alexandra (München, 1992. május 2. –) magyar politikus, a Momentum Mozgalom tagja. 2019 októberétől önkormányzati képviselő Budapest XI. kerületében, a Momentum Mozgalom frakcióvezetője a kerületi képviselő-testületben.

## Pályafutása
A 2019-es európai parlamenti választáson a Momentum Mozgalom listájának 9. helyén szerepelt.
A 2019-es magyarországi önkormányzati választáson képviselővé választották Budapest XI. kerületében. Október 31-én a Momentum Mozgalom frakcióvezetőjévé választották.